# آنخل گویرادو
آنخل گویرادو (اسپانیایی: Ángel Guirado‎؛ زادهٔ ۹ دسامبر ۱۹۸۴) بازیکن فوتبال اهل فیلیپین-اسپانیا است.

## باشگاهی
از باشگاه‌هایی که در آن بازی کرده‌است می‌توان به باشگاه فوتبال لوگو، باشگاه فوتبال گلوبال سبو، باشگاه فوتبال اتلتیکو مادرید، باشگاه فوتبال کوردوبا، باشگاه فوتبال دپورتیوو لاکرونیا، باشگاه فوتبال اودون تانی، باشگاه فوتبال اتلتیکو مادرید بی و باشگاه فوتبال سالگائوکار اشاره کرد.

## تیم ملی
وی همچنین در تیم ملی فوتبال فیلیپین بازی کرده‌است. 